# Powiat drohobycki
Powiat drohobycki – powiat województwa lwowskiego II Rzeczypospolitej. Jego siedzibą było miasto Drohobycz. 1 sierpnia 1934 r. dokonano nowego podziału powiatu na gminy wiejskie.

## Starostowie
- Stanisław Porembalski (lata 20., 1930[2][3])[4]
- Jan Emeryk (-1933)[5]
- Tadeusz Chmielewski (1933[6]-1936[7][8])
- Emil Wehrstein (1936-1939)

Zastępcy
- Henryk Kisielewski (1929-)[9][10]
- Adam Chitry (-1929)[11][12][13]

## Gminy wiejskie w 1934 r.
- gmina Horucko
- gmina Medenice
- gmina Neudorf
- gmina Rychcice
- gmina Stebnik
- gmina Truskawiec
- gmina Dereżyce
- gmina Schodnica
- gmina Kropiwnik Nowy
- gmina Podbuż
- gmina Lisznia
- gmina Dobrowlany

## Miasta
- Borysław
- Drohobycz